# Ursula Höntsch-Harendt
Ursula Höntsch-Harendt (* 12. September 1934 in Frankenstein, Landkreis Frankenstein, Provinz Niederschlesien; † 29. Februar 2000 in Berlin) war eine deutsche Schriftstellerin.

## Leben
Sie wuchs in Liegnitz auf. Nach der Vertreibung nach Sachsen-Anhalt und der Lehre (1949–1952) zur Industriekauffrau war sie Kontoristin, Sekretärin, Volontärin, Reporterin u. a. für die Wochenpost. Sie studierte von 1958 bis 1964 an der Fachschule für Journalistik in Leipzig und von 1968 bis 1972 Geschichte an der HU Berlin. Sie war zudem freiberufliche Journalistin und Lektorin. Sie studierte 1985/1986 am Institut für Literatur Johannes R. Becher in Leipzig.

## Schriften (Auswahl)
- Weg ins Kinderland. Rösrath 1986, ISBN 3-925650-07-5.
- Wir Flüchtlingskinder. Roman. Leipzig 1989, ISBN 3-354-00209-3.
- Die Waagschale des Trostes. Rösrath 1994, ISBN 3-927973-34-3.
- Wir brauchen nicht den Westen. Heiteres aus einer deutschen problematischen Republik. Husum 1997, ISBN 3-88042-837-9.

| Personendaten    | Personendaten                                                 |
| ---------------- | ------------------------------------------------------------- |
| NAME             | Höntsch-Harendt, Ursula                                       |
| ALTERNATIVNAMEN  | Höntsch, Ursula                                               |
| KURZBESCHREIBUNG | deutsche Schriftstellerin                                     |
| GEBURTSDATUM     | 12. September 1934                                            |
| GEBURTSORT       | Frankenstein, Landkreis Frankenstein, Provinz Niederschlesien |
| STERBEDATUM      | 29. Februar 2000                                              |
| STERBEORT        | Berlin                                                        |